# Abano Terme
Abano Terme (cunoscut și ca Abano Bagni din 1930) este un oraș din provincia Padova, regiunea Veneto, Italia. Este localizat la 10 km sud-vest de calea ferată ce merge la Padova. Populația orașului era de 19062 în anul 2001, față de anul 1901 când orașul era casa a numai 4556 suflete.
Orașul este renumit pentru băile termale și băile fierbinți ce se fac aici, acestea constituind și principala sursă economică a locuitorilor. Apa cu pricina are o temperatură foarte mare, de 80° Celsius.

## Demografie
Abano Terme - evoluția demografică

|  | Graficele sunt indisponibile din cauza unor probleme tehnice. Mai multe informații se găsesc la Phabricator și la wiki-ul MediaWiki. |

Date: Recensăminte sau birourile de statistică - grafică realizată de Wikipedia

## Personalități născute aici
- Alberto Dainese (n. 1998), ciclist.